# Chitry
Chitry és un municipi francès, situat al departament del Yonne i a la regió de Borgonya - Franc Comtat. L'any 2007 tenia 342 habitants.

## Demografia

### Població
El 2007 la població de fet de Chitry era de 342 persones. Hi havia 156 famílies, de les quals 52 eren unipersonals (28 homes vivint sols i 24 dones vivint soles), 52 parelles sense fills i 52 parelles amb fills.
La població ha evolucionat segons el següent gràfic:
Habitants censats

### Habitatges
El 2007 hi havia 199 habitatges, 155 eren l'habitatge principal de la família, 28 eren segones residències i 16 estaven desocupats. 186 eren cases i 13 eren apartaments. Dels 155 habitatges principals, 118 estaven ocupats pels seus propietaris, 33 estaven llogats i ocupats pels llogaters i 4 estaven cedits a títol gratuït; 1 tenia una cambra, 10 en tenien dues, 26 en tenien tres, 40 en tenien quatre i 77 en tenien cinc o més. 135 habitatges disposaven pel capbaix d'una plaça de pàrquing. A 81 habitatges hi havia un automòbil i a 61 n'hi havia dos o més.

### Piràmide de població
La piràmide de població per edats i sexe el 2009 era:
| Homes | Edats   | Dones |
| ----- | ------- | ----- |
| 0     | 95 o +  | 0     |
| 0     | 90 a 94 | 0     |
| 0     | 85 a 89 | 4     |
| 4     | 80 a 84 | 8     |
| 12    | 75 a 79 | 16    |
| 4     | 70 a 74 | 4     |
| 12    | 65 a 69 | 8     |
| 4     | 60 a 64 | 4     |
| 12    | 55 a 59 | 16    |
| 16    | 50 a 54 | 20    |
| 8     | 45 a 49 | 8     |
| 16    | 40 a 44 | 4     |
| 12    | 35 a 39 | 8     |
| 16    | 30 a 34 | 20    |
| 4     | 25 a 29 | 4     |
| 8     | 20 a 24 | 8     |
| 20    | 15 a 19 | 16    |
| 20    | 10 a 14 | 8     |
| 4     | 5 a 9   | 4     |
| 8     | 0 a 4   | 4     |

## Economia
El 2007 la població en edat de treballar era de 216 persones, 180 eren actives i 36 eren inactives. De les 180 persones actives 163 estaven ocupades (94 homes i 69 dones) i 16 estaven aturades (6 homes i 10 dones). De les 36 persones inactives 15 estaven jubilades, 12 estaven estudiant i 9 estaven classificades com a «altres inactius».

### Ingressos
El 2009 a Chitry hi havia 154 unitats fiscals que integraven 354 persones, la mediana anual d'ingressos fiscals per persona era de 20.055 €.

### Activitats econòmiques
Dels 16 establiments que hi havia el 2007, 3 eren d'empreses extractives, 2 d'empreses alimentàries, 4 d'empreses de construcció, 3 d'empreses de comerç i reparació d'automòbils, 1 d'una empresa de transport, 1 d'una empresa financera, 1 d'una entitat de l'administració pública i 1 d'una empresa classificada com a «altres activitats de serveis».
Dels 3 establiments de servei als particulars que hi havia el 2009, 1 era una oficina bancària, 1 lampisteria i 1 perruqueria.
L'únic establiment comercial que hi havia el 2009 era una carnisseria.
L'any 2000 a Chitry hi havia 23 explotacions agrícoles que ocupaven un total de 760 hectàrees.

## Equipaments sanitaris i escolars
El 2009 hi havia una escola elemental integrada dins d'un grup escolar amb les comunes properes formant una escola dispersa.

## Poblacions més properes
El següent diagrama mostra les poblacions més properes.